# فعالیت‌های سیا در کانادا
به‌طور سنتی اعتقاد بر این بود که هر گونه فعالیت آژانس اطلاعات مرکزی ایالات متحده در کانادا با «موافقت عمومی» دولت کانادا انجام می‌شود و در طول دهه ۱۹۵۰اطلاعات به طور رایگان در ازای دریافت اطلاعات از ایالات متحده در اختیار سیا قرار می‌گرفت. با این حال، به طور سنتی، کانادا از ابراز خشم خودداری می‌کند، حتی زمانی که واضح بود که سیا بدون هیچ مجوزی عمل می‌کند.
عذرخواهان خاطرنشان کرده‌اند که کانادا برای عملیات سیا حیاتی بود زیرا "از نظر فیزیکی قلمرو بین ایالات متحده و اتحاد جماهیر شوروی را اشغال کرد. با این حال، در ۲۸ می ۱۹۷۵، وارن آلمند، وکیل کل، به پلیس سواره سلطنتی کانادا دستور داد تا بررسی سطوح دخالت سیا در امور کانادا را آغاز کند.
امروز، این کشور به همکاری با سیا ادامه می‌دهد و سایت‌های سیاه آنها را فعال می‌کند و به هواپیماهای ارواح اجازه فرود و سوخت‌گیری در کانادا را می‌دهد تا زندانیان را به مکان‌های ناشناخته تحویل دهند.همتای کانادایی سیا، سرویس اطلاعات امنیتی کانادا است و آژانس آن به شدت با سیا همکاری می‌کند.

## پروژه ام‌کی‌اولترا
سیا مؤسسه یادبود آلن را متقاعد کرد که به عنوان بخشی از پروژه ام‌کی‌اولترا، یک سری آزمایش‌های کنترل ذهن را بر روی ۹بیمار در مدرسه مونترال انجام دهد.
این آزمایش‌ها زمانی به کانادا صادر شد که سی‌آی‌ای روان‌پزشک اسکاتلندی، دونالد ایون کامرون، خالق مفهوم «رانندگی روانی» را به خدمت گرفت، که به نظر سیا بسیار جالب بود.کامرون امیدوار بود که اسکیزوفرنی را با پاک کردن خاطرهای موجود و برنامه‌ریزی مجدد روان اصلاح کند. او هر هفته از آلبانی، نیویورک به مونترال رفت و آمد داشت و از سال۱۹۵۷ تا۱۹۶۴ ۶۹۰۰۰دلار دستمزد دریافت کرد تا آزمایش‌های پروژه ام‌کی‌اولترا را در آنجا انجام دهد.کامرون علاوه بر ال اس دی، داروهای فلج کننده مختلف و همچنین درمان تشنج الکتریکی را با سی تا چهل برابر توان معمولی آزمایش کرد. آزمایش‌های «رانندگی» او شامل قرار دادن آزمودنی‌ها در کمای ناشی از دارو برای هفته‌ها در یک زمان (تا سه ماه در یک مورد) در حین پخش نوارهای نویز یا جملات تکراری ساده بود. آزمایش‌های او معمولاً روی بیمارانی انجام می‌شد که برای مشکل‌های جزئی مانند اختلال‌های اضطرابی و افسردگی پس از زایمان وارد این مؤسسه شده بودند، که بسیاری از آنها برای همیشه از اعمال او رنج می‌بردند.درمان‌های او منجر به بی‌اختیاری، فراموشی قربانیان، فراموشی نحوه صحبت کردن، فراموشی والدین و فکر کردن بازجویان والدین آنها شد.
زمانی که پرونده‌های قضایی در سال۱۹۸۶ آغاز شد، دولت کانادا هرگونه اطلاعی از حمایت کامرون توسط سیا را رد کرد.

## دستکاری احتمالی در امور سیاسی
هنگامی که برنامه هوافضای أفرو أرو در سال۱۹۵۹ لغو شد، بسیاری معتقد بودند که سیا تا حدودی مسئول است، زیرا از نفوذ کانادا به تسلط هوافضا می‌ترسیدند.
در سال۱۹۶۱، سیا یک برآورد اطلاعاتی با عنوان «روندها در سیاست خارجی کانادا» نوشت که در آن پیشنهاد می‌کرد که دولت محافظه‌کار مترقی جان دیفن‌بیکر «ممکن است کانادا را در جهتی متفاوت ببرد» و به دنبال «سیاست خارجی مستقل‌تر» باشد و پیشنهاد بازگشت حزب لیبرال ممکن است «مقاومت کانادا را در برابر ذخیره سلاح‌های هسته ای در خاک کانادا نرم کند».در سال ۱۹۶۷،لستر پیرسون، نخست‌وزیر، اعلام کرد که در مورد ادعاهای سیا در کمک به او برای برکناری دیفن بیکر تحقیق خواهد کرد.
در سال ۱۹۸۲، کانادا عضو پارلمان و سفیند روبنسون سیا از نفوذ پلیس سواره‌نظام سلطنتی کانادا و اختصاص کمک‌های سیاسی را به سیاستمداران مورد علاقه در انتخابات استانی از سال ۱۹۷۰ تا سال ۱۹۷۶ متهم بنظر می‌رسید که این اطلاعات از جان اچ. مایر، دستیار هوارد هیوز ناشی می‌شد، اما یک تحقیق مخفی هیچ مدرکی دال بر چنین توطئه‌ای پیدا نکرد.اتهام‌های پلیس سواره‌نظام سلطنتی کانادا به سال ۱۹۷۷ بازمی‌گردد، زمانی که نشان داده شد که آنها از نزدیک با سیا «ارتباط» دارند.

## توسعه بعدی
تا سال۱۹۶۴، سیا همچنین صنعت گندم کانادا را از نزدیک زیر نظر داشت، زیرا ایالات متحده امیدوار بود گندم را به کشورهای بلوک شورویهنگامی که سفارت آمریکا توسط دانشجویان ایرانی در سال۱۹۷۹تصرف شد،کنت دی تیلور، دیپلمات کانادایی، به عنوان دیپلمات کانادایی انتخاب شد. «دفاکتو رئیس ایستگاه سیا» در کشور، اما سمت جدید خود را از کانادایی‌ها مخفی نگه داشت.
نشانه همکاری عملیاتی نزدیک ایالات متحده با کانادا، ایجاد یک برچسب توزیع پیام جدید در شبکه اصلی ارتباط‌های نظامی ایالات متحده است. قبلاً علامت گذاری NOFORN (یعنی اتباع خارجی وجود ندارد) از سازنده خواسته‌است که مشخص کند، در صورت وجود، کدام کشور غیر آمریکایی می‌تواند اطلاعات را دریافت کند. یک هشدار جدید در مورد رسیدگی، که عمدتاً در پیام‌های اطلاعاتی استفاده می‌شود، راه آسان‌تری برای نشان دادن اینکه مطالب را می‌توان با اعضای فایو آیز به اشتراک گذاشت، ارائه می‌دهد.
سیا با آگاهی از اینکه خانواده خدر کانادا اطلاعات ارزشمندی را در مورد عملکرد درونی القاعده می‌دانستند، عبدالرحمن خدر را استخدام کرد تا به عنوان یک خبرچین عمل کند و در محافل اسلام‌گرا نفوذ کند.سیا همچنین به دولت پاکستان ۵۰۰۰۰۰ دلار پرداخت کرد تا برادر بزرگترش عبدالله خضر را دستگیر و بازجویی کند و ظاهراً او را برای گرفتن پاسخ و اعتراف‌ها شکنجه کند.
از سال۲۰۰۶، کانادا به ۷۶ پرواز سیا اجازه داده بود که از پایگاه‌های هوایی این کشور، عمدتاً در نوناووت و لابرادور، برای حمل اسرا از جنگ علیه ترور به سایت‌های سیاه‌پوست در خارج از کشور استفاده کنند.